# 福爾圖娜 (巴西)
福爾圖娜是巴西马拉尼昂州的一个市镇。总面积694.981平方公里，总人口14302人，人口密度20.6人/平方公里。